# Karen Shelton
Karen Shelton, née le 14 novembre 1957 à Honolulu, est une joueuse de hockey sur gazon américaine.

## Carrière
Karen Shelton fait partie de l'équipe des États-Unis de hockey sur gazon féminin médaillée de bronze aux Jeux olympiques de 1984 à Los Angeles.